# Ouham-Pendé
La Ouham-Pendé est l'une des 20 préfectures de la République centrafricaine, elle doit son nom à deux cours d'eau du bassin du Chari, la rivière Ouham et la rivière Pendé.
Sa superficie est de 32 100 km2 pour une population de 430 506 habitants en 2003. La ville préfecture est Bozoum. Les autres villes importantes de la préfecture sont Paoua, Bocaranga, Ngaoundaye.

## Situation
L'Ouham-Pendé est située au Nord-Ouest du pays, frontalière du Tchad et du Cameroun et limitrophe des préfectures de Ouham à l'est, d'Ombella-M'Poko au sud-est et de Nana-Mambéré au sud-ouest.
| Mayo-Rey     | Logone Oriental |                |
| Mbéré        | Ouham-Pendé     | Ouham          |
| Nana-Mambéré |                 | Ombella-M'Poko |

## Administration
La Ouham-Pendé constitue avec la Ouham, la région de la Yadé, numéro 3 de la République centrafricaine. 

### Sous-préfectures et communes
La Ouham-Pendé est divisée en six sous-préfectures et 23 communes :
| - Sous-préfecture de Bozoum : - Bozoum - Dan-Gbabiri - Birvan-Bolé - Kouazo - Danayéré - Sous-préfecture de Bocaranga : - Bocaranga - Loura - Pendé |  |  | - Sous-préfecture de Paoua : - Bah-Bessar - Banh - Bimbi - Malé - Mia-Pendé - Mom - Nana-Barya - Paoua |  |  | - Sous-préfecture de Koui : - Koui - Sous-préfecture de Ngaoundaye : - Dilouki - Kodi - Lim - Mbili - Yémé - Sous-préfecture de Bossemptélé : - Binon |

Les 23 communes de Ouham-Pendé totalisent 923 villages ou quartiers.
| Sous-préfectures | communes    | superficie (km²) | population (hab. 2015) | villages (nbre 2003) | quartiers (nbre 2003) |
| Bocaranga        | Bocaranga   | 2 449,04         | 74 615                 | 155                  | 31                    |
| Bocaranga        | Loura       | 500,26           | 12 863                 | 28                   | 0                     |
| Bocaranga        | Pendé       | 1 671,10         | 14 459                 | 38                   | 0                     |
| Bossemptélé      | Binon       | 3 677,75         | 22 659                 | 37                   | 0                     |
| Bozoum           | Birvan-Bolé | 2 820,24         | 24 580                 | 35                   | 0                     |
| Bozoum           | Bozoum      | 31,07            | 25 640                 | 0                    | 32                    |
| Bozoum           | Dan-Gbabiri | 3 305,77         | 12 052                 | 41                   | 0                     |
| Bozoum           | Danayéré    | 773,39           | 6 132                  | 21                   | 0                     |
| Bozoum           | Kouazo      | 926,77           | 9 274                  | 37                   | 0                     |
| Koui             | Koui        | 2 483,66         | 37 235                 | 114                  | 0                     |
| Ngaoundaye       | Dilouki     | 439,35           | 28 242                 | 36                   | 0                     |
| Ngaoundaye       | Kodi        | 1 356,83         | 39 406                 | 54                   | 0                     |
| Ngaoundaye       | Lim         | 446,51           | 29 374                 | 44                   | 0                     |
| Ngaoundaye       | Mbili       | 761,27           | -                      | -                    | -                     |
| Ngaoundaye       | Yémé        | 1 320,51         | 17 074                 | 38                   | 0                     |
| Paoua            | Bah-Bessar  | 1 503,58         | 37 322                 | 50                   | 0                     |
| Paoua            | Banh        | 1 317,94         | 35 247                 | 71                   | 0                     |
| Paoua            | Bimbi       | 1 137,81         | 20 874                 | 72                   | 0                     |
| Paoua            | Malé        | 1 095,76         | 11 171                 | 28                   | 0                     |
| Paoua            | Mia-Pendé   | 1 026,64         | 29 943                 | 42                   | 0                     |
| Paoua            | Mom         | 1 093,19         | 19 115                 | 44                   | 0                     |
| Paoua            | Nana-Barya  | 862,25           | 20 667                 | 40                   | 0                     |
| Paoua            | Paoua       | 929,16           | 37 322                 | 32                   | 29                    |

## Économie

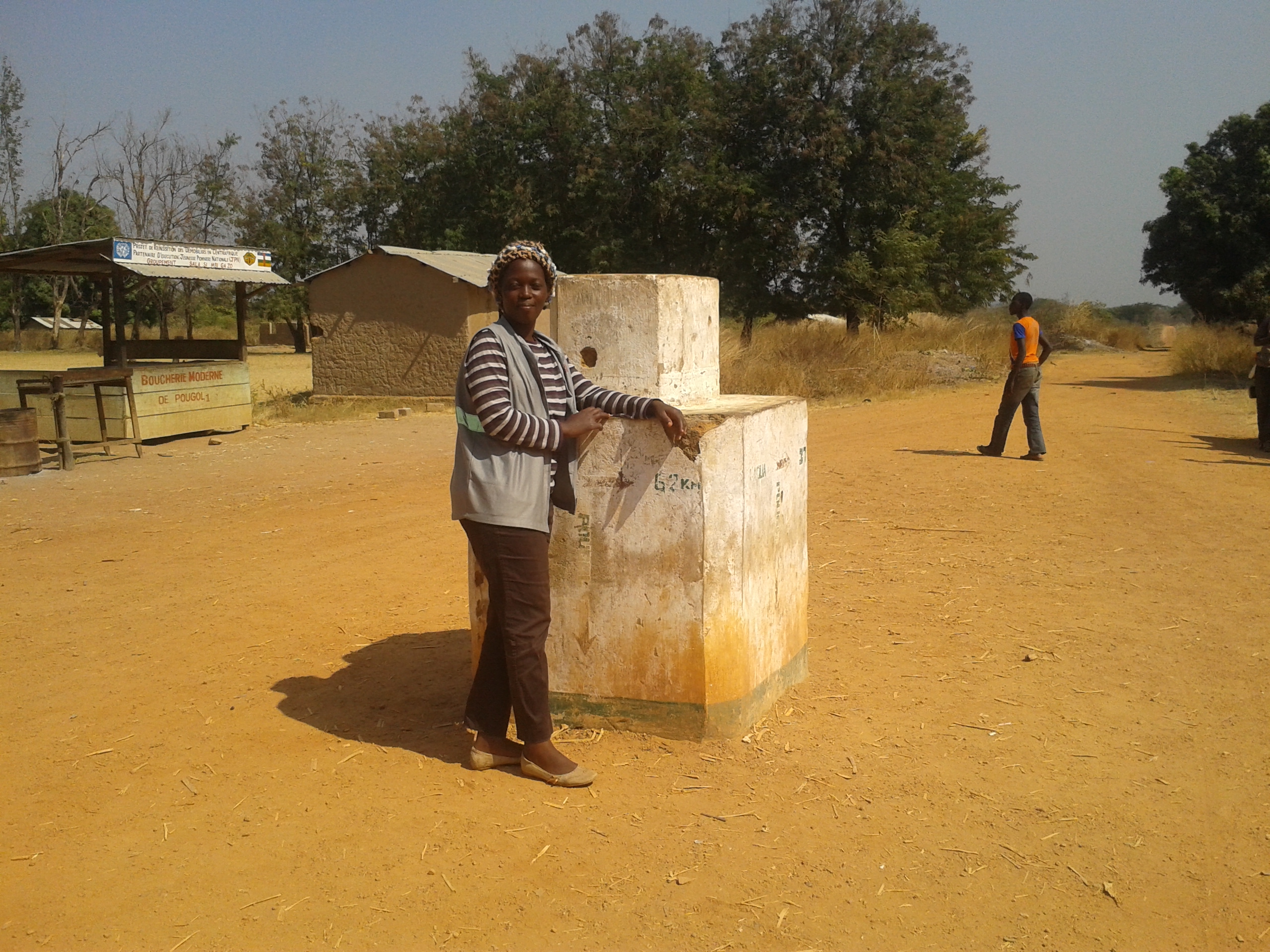
Rond-point vers Pendé à Paoua

La préfecture se situe dans la zone de cultures vivrières à mil et manioc dominants, maïs, courges et haricots. La culture commerciale dominante est le coton. Le nord et l'ouest de la préfecture constistuent une zone d'élevage bovin.